# Traylors bosvalk
De Traylors bosvalk (Micrastur buckleyi) is een roofvogel uit de familie van de Falconidae (valkachtigen).

## Verspreiding en leefgebied
Deze soort komt voor in het westelijk Amazonebekken in oostelijk Ecuador en oostelijk Peru.

## Status
De grootte van de populatie is niet gekwantificeerd maar de soort wordt omschreven als zeldzaam. Op de Rode lijst van de IUCN heeft deze soort de status niet bedreigd.